# Liste der Kulturdenkmale in Tüttendorf
In der Liste der Kulturdenkmale in Tüttendorf sind alle Kulturdenkmale der schleswig-holsteinischen Gemeinde Tüttendorf (Kreis Rendsburg-Eckernförde) und ihrer Ortsteile aufgelistet (Stand: 14. April 2025).
Die Bodendenkmale sind in der Liste der Bodendenkmale in Tüttendorf aufgeführt.

## Legende
In den Spalten befinden sich folgende Informationen:
- Objekt-ID: die Nummer des Kulturdenkmales
- Lage: die Adresse des Kulturdenkmales und die geographischen Koordinaten. Kartenansicht, um Koordinaten zu setzen. In der Kartenansicht sind Kulturdenkmale ohne Koordinaten mit einem roten Marker dargestellt und können in der Karte gesetzt werden. Kulturdenkmale ohne Bild sind mit einem blauen Marker gekennzeichnet, Kulturdenkmale mit Bild mit einem grünen Marker.
- Offizielle Bezeichnung: Bezeichnung des Kulturdenkmales
- Beschreibung: die Beschreibung des Kulturdenkmales
- Bild: ein Bild des Kulturdenkmales

## Bauliche Anlagen
| Objekt-ID      | Lage                                             | Offizielle Bezeichnung    | Beschreibung | Bild            |
| -------------- | ------------------------------------------------ | ------------------------- | --- | --------------- |
| 2216 Wikidata  | Alte Dorfstraße 12 (54° 23′ 27″ N, 9° 59′ 41″ O) | Wohnhaus                  | Wohnhaus; 1935; eingeschossiger Backsteinbau mit breitem zweigeschossigem Mittelrisalit und ausgebautem Walmdach; zugehörig Einfriedungsmauer in Naturstein und rückwärtiges Backhaus - Begründung: geschichtlich, städtebaulich - Schutzumfang: Wohnhaus, Backhaus, Einfriedung - Denkmaltyp: Bauliche Anlage | Fotos hochladen |
| 885 Wikidata   | Wulfshagen (54° 23′ 20″ N, 10° 0′ 58″ O)         | Gerstenscheune            | Alteintragung (Aktualisierung vorgesehen) - Begründung: Alteintragung (Aktualisierung vorgesehen) - Schutzumfang: Alteintragung (Aktualisierung vorgesehen) - Denkmaltyp: Bauliche Anlage | Fotos hochladen |
| 886 Wikidata   | Wulfshagen (54° 23′ 21″ N, 10° 0′ 56″ O)         | nördl. Wirtschaftsgebäude | Alteintragung (Aktualisierung vorgesehen) - Begründung: Alteintragung (Aktualisierung vorgesehen) - Schutzumfang: Alteintragung (Aktualisierung vorgesehen) - Denkmaltyp: Bauliche Anlage | Fotos hochladen |
| 902 Wikidata   | Wulfshagen (54° 23′ 20″ N, 10° 0′ 56″ O)         | südl. Wirtschaftsgebäude  | Alteintragung (Aktualisierung vorgesehen) - Begründung: Alteintragung (Aktualisierung vorgesehen) - Schutzumfang: Alteintragung (Aktualisierung vorgesehen) - Denkmaltyp: Bauliche Anlage | Fotos hochladen |
| 26591 Wikidata | Wulfshagen (54° 23′ 22″ N, 10° 0′ 58″ O)         | Jungviehstall             | Wirtschaftsgebäude; 1830; eingeschossiger Gelbsteinbau mit mächtigem reetgedecktem Halbwalmdach - Begründung: geschichtlich, Kulturlandschaft prägend - Schutzumfang: gesamtes Objekt - Denkmaltyp: Bauliche Anlage                                                                                            | Fotos hochladen |
| 26592 Wikidata | Wulfshagen (54° 23′ 22″ N, 10° 1′ 2″ O)          | Kuhstall                  | Wirtschaftsgebäude; 1923; langgestreckter eingeschossiger Rotsteinbau mit pfannengedecktem Halbwalmdach, qualitätvoller Vertreter der Heimatschutzarchitektur - Begründung: geschichtlich, Kulturlandschaft prägend - Schutzumfang: gesamtes Objekt - Denkmaltyp: Bauliche Anlage                              | BW              |
| 26593 Wikidata | Wulfshagen (54° 23′ 17″ N, 10° 0′ 59″ O)         | Scheune                   | Scheune; um 1930; mächtiger eingeschossiger Rotsteinbau mit pfannengedecktem Schopfwalmdach, traufseitige Einfahrtstore - Begründung: geschichtlich, Kulturlandschaft prägend - Schutzumfang: gesamtes Objekt - Denkmaltyp: Bauliche Anlage                                                                    | BW              |
| 888 Wikidata   | Wulfshagen (54° 23′ 21″ N, 10° 0′ 55″ O)         | Zufahrtsdamm              | Alteintragung (Aktualisierung vorgesehen) - Begründung: Alteintragung (Aktualisierung vorgesehen) - Schutzumfang: Alteintragung (Aktualisierung vorgesehen) - Denkmaltyp: Bauliche Anlage | Fotos hochladen |
| 10458 Wikidata | Wulfshagen 7 (54° 23′ 28″ N, 10° 1′ 0″ O)        | Kavalierhaus              | Alteintragung (Aktualisierung vorgesehen) - Begründung: Alteintragung (Aktualisierung vorgesehen) - Schutzumfang: Alteintragung (Aktualisierung vorgesehen) - Denkmaltyp: Bauliche Anlage | BW              |
| 884 Wikidata   | Wulfshagen 9 (54° 23′ 21″ N, 10° 1′ 3″ O)        | Herrenhaus                | Alteintragung (Aktualisierung vorgesehen) - Begründung: Alteintragung (Aktualisierung vorgesehen) - Schutzumfang: Alteintragung (Aktualisierung vorgesehen) - Denkmaltyp: Bauliche Anlage | Fotos hochladen |
| 887 Wikidata   | Wulfshagen 11 (54° 23′ 20″ N, 10° 1′ 2″ O)       | Verwalterhaus             | Alteintragung (Aktualisierung vorgesehen) - Begründung: Alteintragung (Aktualisierung vorgesehen) - Schutzumfang: Alteintragung (Aktualisierung vorgesehen) - Denkmaltyp: Bauliche Anlage | BW              |

## Quelle
- Liste der Kulturdenkmale in Schleswig-Holstein – Kreis Rendsburg-Eckernförde

- Karte mit allen Koordinaten:
- OSM |
- WikiMap